# Schorschbock Finis Coronat Opus
Schorschbock Finis Coronat Opus is een bier dat werd gebrouwen door de Duitse Kleinbrauerei Schorschbräu. Het bevat 57,5% alcohol, bekomen door het eisbock-proces. Daarmee is het tot op heden het sterkste (commerciële) bier ter wereld.
Van het bier verschenen amper 36 flesjes van 33 cl op de markt. Het zit in een houten kistje en kostte bij verschijnen 200 euro per stuk.
Het brouwsel krijgt middelmatige tot slechte recensies op RateBeer.
De Schotse brouwerij Brewmeister produceerde dranken die volgens het flesje een hoger alcoholgehalte zouden bevatten. Deze 'bieren' kwamen echter in opspraak, toen zowel uit labanalyses als uit bekentenissen door de brouwers gebleken zou zijn dat er ethanol (zuivere alcohol) aan het bier werd toegevoegd om het alcoholpercentage zo hoog te krijgen. In het geval van Brewmeister mag het daardoor volgens de Britse wetgeving niet langer als bier getaxeerd en dus ook niet verkocht worden. Dat verklaart hun claim op het record van 'sterkste bier ter wereld' dus nietig.
Ook de Nederlandse Brouwerij 't Koelschip maakte aanspraak op de titel, maar gaf zelf toe dat hun bieren het hoge alcoholpercentage deels te danken hebben aan het mengen met een alcoholisch distillaat, waardoor het ook geen bier meer is. Het sterkste 'bier' in hun rangen is Mistery of Beer (sic) met 70% alcohol.